# Dardilly
Dardilly és un municipi francès, situat a la metròpoli de Lió i a la regió de Alvèrnia - Roine-Alps. L'any 2007 tenia 8.414 habitants.

## Demografia

### Població
El 2007 la població de fet de Dardilly era de 8.414 persones. Hi havia 2.972 famílies de les quals 689 eren unipersonals (306 homes vivint sols i 383 dones vivint soles), 800 parelles sense fills, 1.237 parelles amb fills i 246 famílies monoparentals amb fills.
La població ha evolucionat segons el següent gràfic:
Habitants censats

### Habitatges
El 2007 hi havia 3.222 habitatges, 3.016 eren l'habitatge principal de la família, 78 eren segones residències i 128 estaven desocupats. 1.970 eren cases i 1.169 eren apartaments. Dels 3.016 habitatges principals, 1.966 estaven ocupats pels seus propietaris, 916 estaven llogats i ocupats pels llogaters i 134 estaven cedits a títol gratuït; 213 tenien una cambra, 177 en tenien dues, 368 en tenien tres, 720 en tenien quatre i 1.536 en tenien cinc o més. 2.459 habitatges disposaven pel capbaix d'una plaça de pàrquing. A 1.170 habitatges hi havia un automòbil i a 1.618 n'hi havia dos o més.

### Piràmide de població
La piràmide de població per edats i sexe el 2009 era:
| Homes | Edats   | Dones |
| ----- | ------- | ----- |
| 0     | 95 o +  | 0     |
| 8     | 90 a 94 | 4     |
| 12    | 85 a 89 | 32    |
| 44    | 80 a 84 | 24    |
| 76    | 75 a 79 | 56    |
| 88    | 70 a 74 | 88    |
| 132   | 65 a 69 | 104   |
| 128   | 60 a 64 | 152   |
| 212   | 55 a 59 | 200   |
| 316   | 50 a 54 | 244   |
| 348   | 45 a 49 | 440   |
| 332   | 40 a 44 | 300   |
| 252   | 35 a 39 | 296   |
| 208   | 30 a 34 | 192   |
| 200   | 25 a 29 | 176   |
| 309   | 20 a 24 | 276   |
| 384   | 15 a 19 | 320   |
| 332   | 10 a 14 | 284   |
| 324   | 5 a 9   | 212   |
| 208   | 0 a 4   | 204   |

## Economia
El 2007 la població en edat de treballar era de 5.825 persones, 4.061 eren actives i 1.764 eren inactives. De les 4.061 persones actives 3.759 estaven ocupades (2.095 homes i 1.664 dones) i 301 estaven aturades (151 homes i 150 dones). De les 1.764 persones inactives 345 estaven jubilades, 878 estaven estudiant i 541 estaven classificades com a «altres inactius».

### Ingressos
El 2009 a Dardilly hi havia 2.991 unitats fiscals que integraven 8.400,5 persones, la mediana anual d'ingressos fiscals per persona era de 27.117 €.

### Activitats econòmiques
Dels 882 establiments que hi havia el 2007, 2 eren d'empreses extractives, 6 d'empreses alimentàries, 10 d'empreses de fabricació de material elèctric, 1 d'una empresa de fabricació d'elements pel transport, 33 d'empreses de fabricació d'altres productes industrials, 53 d'empreses de construcció, 216 d'empreses de comerç i reparació d'automòbils, 12 d'empreses de transport, 36 d'empreses d'hostatgeria i restauració, 72 d'empreses d'informació i comunicació, 76 d'empreses financeres, 48 d'empreses immobiliàries, 224 d'empreses de serveis, 60 d'entitats de l'administració pública i 33 d'empreses classificades com a «altres activitats de serveis».
Dels 108 establiments de servei als particulars que hi havia el 2009, 1 era una gendarmeria, 1 oficina de correu, 6 oficines bancàries, 11 tallers de reparació d'automòbils i de material agrícola, 1 autoescola, 4 paletes, 4 guixaires pintors, 6 fusteries, 11 lampisteries, 11 electricistes, 3 empreses de construcció, 8 perruqueries, 2 veterinaris, 18 restaurants, 15 agències immobiliàries, 2 tintoreries i 4 salons de bellesa.
Dels 35 establiments comercials que hi havia el 2009, 1 era un hipermercat, 6 grans superfícies de material de bricolatge, 1 una botiga de menys de 120 m², 4 fleques, 2 carnisseries, 2 llibreries, 9 botigues de roba, 1 una botiga d'equipament de la llar, 1 una botiga d'electrodomèstics, 2 botigues de material esportiu, 1 una botiga de material de revestiment de parets i terra, 1 una perfumeria, 2 joieries i 2 floristeries.
L'any 2000 a Dardilly hi havia 21 explotacions agrícoles que ocupaven un total de 255 hectàrees.

## Equipaments sanitaris i escolars
El 2009 hi havia 1 psiquiàtric, 3 farmàcies i 1 ambulància.
El 2009 hi havia 2 escoles maternals i 3 escoles elementals. Dardilly disposava d'un liceu d'ensenyament general amb 703 alumnes.

## Poblacions més properes
El següent diagrama mostra les poblacions més properes.